# Royal Corps of Signals
Il Royal Corps of Signals o RCS ("Regio Corpo delle Trasmissioni" in inglese) è un reggimento dell'esercito britannico, specializzato nelle comunicazioni radio sui campi di battaglia.